# クラーク記念国際高等学校
クラーク記念国際高等学校（クラークきねんこくさいこうとうがっこう、Clark Memorial International High School）は、北海道深川市納内町3丁目2-40に本部を置く日本の広域制高等学校（通信制・単位制）。設置者は学校法人創志学園。2022年（令和4年）4月1日から吉田洋一が校長を務める。名誉校長は元プロスキーヤーの三浦雄一郎で、北海道深川市では唯一の私立高等学校である。

## 概要
1992年（平成4年）、日本で6校目の広域通信制高等学校として開校。広域通信制高等学校としては実に25年ぶりの認可。
“クラーク”の名は、三浦雄一郎名誉校長の母校北海道大学のW・S・クラーク博士（札幌農学校初代教頭）にちなむ。
同博士の子孫であるデブラ・Y・クラークより、W・S・クラーク博士の精神を受け継ぐ高校として認知されている。デブラ・Y・クラークはクラーク記念国際高等学校を度々訪問し、W・S・クラーク博士の精神を伝えるために生徒や保護者と交流を深めている。なお本校はミッション・スクール（キリスト教主義）ではない。
学校教育法第一条に定められた高等学校のため、卒業資格は一般的な全日制高校、定時制高校とまったく同等に扱われる（詳しくは高等学校通信教育を参照）。
科学技術学園高等学校の連携校である国際自由学園を前身とする。
深川の校舎は元拓殖大学北海道短期大学のキャンパス跡の建物を活用して設置されている。
設立当時は北海道本校以外に東京キャンパスと芦屋キャンパスの1本校2キャンパスであったが、現在は全国にキャンパスを構え、総生徒数は11,000人を超える。
週5日通学の全日型コースを中心に、週1-5日通学のフレックス学習コース、WEB上での授業を実施できるWEB学習コースとある。
フロンティアワークス運営のPBW『蒼空のフロンティア』の制作協力に参加した。
2014年（平成26年）、北海道本校にて硬式野球部を発足。監督は駒大岩見沢高校にて甲子園に多数回出場経験がある佐々木啓司を招聘した。
2017年（平成29年）6月29日：東北楽天ゴールデンイーグルスと提携して仙台キャンパスに女子硬式野球部を創部すると発表。初代監督は楽天でプレーした山崎隆広。
技能教育施設である横浜青葉キャンパスは女子生徒のみの募集を行っており女子校と称して運用していたが2023年度より共学化された。また、女子校時代には日本経済新聞出版発行「女子校という選択」にて横浜青葉キャンパスが紹介されていた。
2021年（令和3年）、7月記者会見にてクラーク宇宙教育プロジェクトの始動を発表。プロジェクトアンバサダーに宇宙飛行士の山崎直子が就任。
2021年（令和3年）8月、全国高等学校演劇大会において、通信制高校のクラーク記念国際高等学校福岡中央キャンパスのパフォーマンス専攻が演目『FLOAT』で初出場ながら最優秀賞を受賞した。
2021年（令和3年）10月、深川キャンパス男子硬式野球部が第74回秋季北海道高校野球大会決勝戦を制し初優勝した。
2021年（令和3年）12月、第四回全国高校eスポーツ選手権「リーグ・オブ・レジェンド部門」において優勝。
2022年（令和4年）4月、「B.LEAGUE」B1西地区所属「広島ドラゴンフライズ」のオフィシャルパートナー（インタビューマイクパートナー）となった。2023年度に男子バスケットボール専攻を新開講すると発表。

## 設置学科
当校は全日制課程の設置許可を受けていない。そのため、週5日通学コースを「全日型」と称して運用している（学習指導要領に面接授業（スクーリング）時数の下限は示されていても、上限は示されていないことで可能になる運用である）。また、普通科とともに国際科、情報科学科の設置認可を受けているが、令和元年度には在籍する生徒が0人となっている。コースについては各キャンパスにより様々なものがあるため、詳細は公式サイト参照。
- 普通科
- 国際科
- 情報科学科

## 沿革
（沿革節の主要な出典は公式サイト）
- 1992年（平成4年） - 広域通信制高校として日本で6校目、25年ぶりの認可となる「クラーク記念国際高等学校」開校。
- 1993年（平成5年） - 全国に先駆けて社会体験学習を導入。
- 1995年（平成7年） - 総合学習を先取りした「ゼミ制度」を開講。
- 1998年（平成10年） - 単位制による通信制課程を開設。
- 1999年（平成11年） - 「北の大地 元気の泉キャンパス」を設置 （北海道深川市）。
- 2001年（平成13年） - 校長の三浦雄一郎と生徒がヒマラヤ・メラピーク（標高6,476ｍ）登頂成功。生徒は世界最年少（18歳）登頂記録樹立。
- 2002年（平成14年） - パフォーマンスコース生がミュージカル「SILVER」公演（東京都・三百人劇場にて）。
- 2003年（平成15年） - 全国生徒数10,000名を突破。
- 2004年（平成16年） - 「クラーク記念ヒマラヤ小学校」（ネパール）を開校。
- 2006年（平成18年） - トリノ冬季五輪スノーボードに竹内智香・家根谷依里（本校卒業生）W出場。
- 2011年（平成23年） - クラーク初の女子校「横浜青葉キャンパス」を神奈川県横浜市青葉区に開校。
- 2012年（平成24年） - 創立20周年。
- 2016年（平成28年） - 北海道本校硬式野球部が創部3年目で北北海道大会初優勝、第98回全国高等学校野球選手権大会に出場。甲子園初出場を果たす。通信制高校の甲子園出場は2012年春（第84回）の地球環境高校に次ぐ2校目（夏の甲子園では初）。片仮名の入った校名の学校の甲子園出場は、1965年春（第37回）のコザ高校、2005年夏（第87回）の聖心ウルスラ学園に次ぐ3校目[13]。
- 2017年（平成29年） - 創立25周年を迎え、東京・有明にて記念イベントを開催。
- 2018年（平成30年） - 朝日新聞出版より日本の高等学校としては初のムック本（ISBN 978-4022791863）が出版。硬式野球部が創部5年目で2年ぶり2回目の決勝進出したが、準優勝。
- 2019年（令和元年） - 硬式野球部が創部6年目で2年連続3回目の決勝進出したが、準優勝。
- 2020年（令和2年） - 硬式野球部が創部7年目で3年連続4回目の決勝進出し優勝。
- 2021年（令和3年） - 東京都板橋区に「クラークNext Tokyo」を開校。
- 2022年（令和4年） - 硬式野球部が第94回選抜高等学校野球大会に初出場[14]。
- 2023年（令和5年） - 硬式野球部が第95回記念選抜高等学校野球大会に2年連続の出場。第105回全国高等学校野球選手権大会に7年ぶり2回目の出場。大会3日目の第2試合、1回戦で群馬県代表の前橋商業高校と対戦して甲子園初勝利を挙げた。

## 不祥事

### サポート校からの不正編入問題
2011年（平成23年）度から2015年（平成27年）度に掛け、提携先のサポート校である四谷インターナショナルスクール（学校教育法上は無認可）の生徒を不正に編入学させていたことが判明した。学園長は毎日新聞の取材に「海外のインターナショナルスクールと同様に四谷も単位認定できると誤認しており、認識が甘かった」と釈明した。

## キャンパス
当校では、「自校の施設」「学校教育法に基づく技能教育施設」「提携のサポート校」すべてを「キャンパス」と称しているが、自校施設以外をこうした名称で呼ぶことは、「高等学校通信教育の質の確保・向上のためのガイドライン」に反すると同時に、学校教育法第135条1に鑑み不適切な表記である。各キャンパスがどのような形態に該当するかについては、文部科学省ウェブサイト上の資料を参照のこと。
各「キャンパス」については、公式サイト上の「施設一覧」を参照のこと。

## 校歌
- 『はじまりの日に』[19]

作詞・作曲／高石ともや

## 学園グループ
関連の諸学校については、学校法人創志学園#設置校を参照のこと。

## 著名な出身者

### 俳優
- 市原隼人
- 佐々木喜英
- 柏木祐介
- 安西慎太郎
- 前川優希
- 馬場裕貴
- 服部義
- 平山佳延

### 声優
- 大坪由佳
- 西山宏太朗
- 秋奈
- 山口立花子
- 飯塚麻結
- 皆川あずさ
- 堀川かえで

### タレント
- 指原莉乃 - タレント、元HKT48[20][21][22]
- 重盛さと美 - タレント、グラビアアイドル
- 森泉 - タレント、ファッションモデル

### スポーツ
- 福永春吾 - プロ野球選手 ※金光大阪高等学校から編入
- ピダーソン和紀 - プロ野球選手 ※鎮西高等学校から転入
- 髙萩洋次郎 - プロサッカー選手
- 竹内智香 - スノーボード・アルペン競技選手ソチ五輪銀メダリスト
- 金田久美子 - プロゴルファー
- 林菜乃子 - プロゴルファー
- 岩崎亜久竜 - プロゴルファー
- 神崎ユウキ - プロレスラー
- 岸里奈 - 体操競技選手（在学生）

### その他
- 三崎優太 (青汁王子) - 企業家、投資家、YouTuber
- 宮本大輔 (Daisuke ART) - 画家、ライブペインター
- 川嶋あい - 歌手

### 関係者
- 三浦雄一郎 - 名誉校長
- 伊藤壇 - サッカー部監督
- 佐々木啓司 - 野球部監督
- 森山周 - 女子野球部監督
- 山崎隆広 - 女子野球部元監督